# Hesperia susanae
Hesperia susanae is een vlinder uit de familie van de dikkopjes (Hesperiidae). De wetenschappelijke naam van de soort is, als Hesperia comma susanae, voor het eerst geldig gepubliceerd in 1962 door Miller. Deze naam wordt wel beschouwd als een ondersoort van Hesperia comma.